# Battaglia del fiume Kajaly
La battaglia del fiume Kajaly fu uno scontro di entità non risolutiva, combattuto nel 1185 da alcuni principati russi contro il Khanato turcofono dei Cumani. La sconfitta della spedizione russa fu totale anche perché non tutti i principi russi parteciparono alla battaglia ed i russi erano penetrati troppo profondamente nel territorio nemico, allungando oltremodo le proprie linee ed impedendo, così, di ricevere adeguati rifornimenti. La battaglia è divenuta celebre per esser stata celebrata nella lirica paleoslava Canto della schiera di Igor'.

## Il casus belli
I Cumani, altrimenti noti come "polovezi", "polovesi" o "poloviciani", erano una popolazione di nomadi uralo-altaici che - attorno al 780 d.C. dalle sedi asiatiche attorno al lago Bajkal si erano mosse verso occidente ed avevano raggiunto le pianure dell'attuale Ucraina attorno al 950 d.C. stanziandosi sul basso corso dei fiumi Volga, Don, Donec, Dnepr e Dnestr. Attorno al 1000 d.C. avevano raggiunto la Crimea, la pianura del Danubio (attuali Ungheria, Slovacchia meridionale, Romania orientale e Moldavia), sottraendo terre ai Principati russi specialmente ai danni del Principato di Kiev. Come se non bastasse, la loro conquista delle pianure ucraine aveva separato territorialmente la regione di Azov e la costa meridionale della Crimea dal resto del territorio slavo. I Cumani imponevano pesanti dazi di transito per le merci tra queste enclave sulla costa del Mar Nero ed il resto della madrepatria russa, e non disdegnavano campagne di razzia nelle pianure attorno a Kiev e lungo le sponde del fiume Donec e Don che fungevano da confine tra i territori turcofoni e slavi. 
Appunto per rendere navigabili in totale sicurezza questi due corsi d'acqua, alcuni principati russi, nella primavera del 1185, organizzarono una "spedizione punitiva" nell'attuale regione di Poltava, in territorio cumano, come s'evince dalla lettura dell'epopea paleoslava. La battaglia in questione, che vide la sconfitta finale degli slavi dopo un'iniziale travolgente avanzata, rappresentò il culmine di una trentennale tensione tra le parti, scandita da un'incessante serie di razzie e di risposte punitive. Lo scontro, che causò parecchie perdite da ambo le parti, si risolse, l'anno successivo, il 1186, con il matrimonio del figlio del granduca Igor (Vladimir Igorevič), con la figlia del Gran Khan cumano, rispettivamente i due comandanti in capo che si affrontarono sul campo di battaglia. 
Non ci sono pervenute notizie d'ulteriori azioni belliche da parte dei contendenti dopo il 1190, ma unicamente quelle concernenti un lento declino sia della confederazione slava che della federazione cumana. Entrambe le parti saranno travolte dall'avanzata dei Mongoli tra il 1225 ed il 1250, i quali annetteranno al proprio impero i territori cumani e renderanno vassalli per quasi un secolo e mezzo i principati slavi.

## I preparativi e lo svolgimento della battaglia
Il granduca Igor' Svjatoslavič radunò, ai primi di aprile 1185 nella capitale Novhorod-Sivers'kyj, circa 30 000 soldati, per la maggior parte appartenenti alla fanteria. Solo il principe Vsevolod Svjatoslavič (1147 - 1196), suo fratello, regnante sul principati di Kursk e di Trubčevsk, si schierò al di lui fianco con altri 20 000 uomini, per la maggior parte - ancor una volta - fanti. Alla metà di aprile, l'armata del granduca Igor si spostò ad occidente sul fiume Sula. La Sula, affluente di sinistra del Dnepr, segnava il confine del territorio controllato dai russi con quello in mano ai Cumani. Giunto lungo la riva destra dell'alto corso del fiume Dnestr, presso l'attuale città di Kremenchuk, al tempo, presso la frontiera tra i domini slavi e quelli turchi, eliminò la pirateria fluviale operata dai cumani ai danni dei possedimenti slavi. Nessun altro sovrano russo inviò forze militari, eccettuati Vladimir Igorevič, figlio di suo fratello Viatoslav, principe di Putivl' e di Svjatoslav Ol'govič (figlio di Oleg Svjatoslavič), un altro suo nipote, principe di Ryl'sk. Comunque questi due ultimi apporti erano di quantitativo assai modesto, circa 10 000 uomini per parte. 
L'esercito del principe Vsevolod, a sua volta giunse nella città di Putivl' pressappoco contemporaneamente e lì attese l'arrivo dell'armata del fratello che stava facendo ritorno verso est. I due eserciti russi si riunirono il 27 aprile, dopo che l'armata di Igor aveva fatto tappa il 23 aprile a Novhorod-Sivers'kyj, la capitale del proprio principato, un centinaio di chilometri a nord-ovest di Putivl'. Il khanato dei Cumani era esteso assai più dei domini slavi, in quanto copriva un'area che andava dal lago Bajkal in Mongolia al lago Balqaš ai confini con l'attuale Cina, per proseguire negli attuali Kazakistan, Tagikistan, Uzbekistan, Turkmenistan, negli Urali, in Daghestan e, quindi, in gran parte delle attuali Ucraina, Ungheria, Slovacchia Moldavia e Romania. Come per i Principati russi, anche questo "impero" non era unitario, bensì una confederazione di khanati indipendenti. Le forze russe, inizialmente superiori numericamente (70 000 uomini contro circa 35 000 - 40 000 nemici), iniziarono l'avanzata verso sud-est già il pomeriggio del 1º maggio, nonostante l'eclissi solare fosse interpretata come presagio infausto. Nel contempo i Cumani iniziarono a ritirarsi non accettando d'ingaggiar battaglia con gli slavi. La direzione presa dall'avanzata russa era verso il basso corso del fiume Donec al fine di raggiungere l'attuale Mare di Azov, e, quindi, di riunire il territorio limitrofo alla madrepatria, separando al contempo i khanati orientali da quelli occidentali dell'impero cumano. 
Gli obiettivi finali dell'avanzata russa erano le foci del fiume Don, presso cui si situava la città di Tanais coll'annesso emporio impiantato dai mercanti di Genova ("Tana"), attualmente Rostov sul Don e la città più meridionale di Tmutorokan (attuale Krasnodar Krai limitrofa alla città di Azov). I Cumani, guidati dal Khan Gzak e dal gran Khan Kan'čak si attestarono lungo il corso del fiume Kajaly in attesa di rinforzi provenienti dalle aree del lago d'Aral e del bacino del fiume Volga. Il 2 maggio, per via di una forte pioggia, la marcia dei russi rallentò, in quanto la steppa si era trasformata in un pantano, mentre le piogge precedenti avevano ingrossato notevolmente anche i corsi d'acqua meno importanti, quali il Kajaly che venne descritto come "fiume dalle acque turbinose" nel poema epico. La sera del 3 maggio i russi piombarono su un villaggio cumano depredandolo e compiendo una strage di civili nella piana vicino all'attuale città di Luhans'k, mentre le retroguardie cumane impegnarono nel pomeriggio del 4 maggio i russi a nord-est dall'attuale città di Taganrog, ripiegando verso il basso corso del fiume Don. 
I russi, stanchi per l'avanzata a marce forzate, tra acquitrini e pantani, essendo per la maggior parte inquadrati nella fanteria pesante, carichi del bottino strappato ai Cumani pochi giorni prima, si presentarono la mattina di sabato 5 maggio, sulla sponda destra del fiume Kajaly, affluente di destra del fiume Don dalle sponde scoscese, non lontano da Azov ed ingrossato dalle piogge, trovandosi di fronte l'intero esercito cumano rinforzato dalle truppe provenienti dai khanati asiatici. Il rapporto di forze ora volgeva a favore dei turcofoni, le cui schiere assommavano a circa 85 000 - 90 000 uomini contro i 60 000 - 70 000 uomini delle armate slave. Le linee russe erano oltremodo avanzate per poter sperare di ricevere rinforzi dal Principato di Kiev. Verso la tarda mattinata, i russi tentarono di guadare il fiume bersagliati da una caterva di frecce scagliate dagli arcieri della cavalleria cumana. A parte i combattenti russi che finirono annegati tra le acque impetuose del Kajaly, coloro che giunsero sulla riva opposta vennero investiti dai lancieri a cavallo cumani e dalla fanteria cumana, generando un furibondo corpo a corpo che proseguì per tutta la giornata e per tutta la notte con notevoli perdite umane da ambo le parti. La battaglia proseguiva ancora all'alba di domenica 6 maggio, ma la sua sorte già volgeva a favore dei cumani. I comandanti russi cercavano di tenere compatte le proprie schiere che iniziavano a disgregarsi, sempre sotto una pioggia di dardi. Gli uomini presero a fuggire verso il lago, sfiniti dalla sete, ma i Cumani li chiusero presso la riva e li massacrarono dopo averli circondati. I quattro principi russi vennero fatti prigionieri.

## Lo svolgimento della campagna bellica e le conseguenze
Va innanzitutto menzionato il fatto che, a tutt'oggi, non è stato identificato con certezza il campo di battaglia, dal momento che non è noto alcun fiume che porti il nome "Kajaly" nella toponomastica russa moderna degli affluenti del Don. Inoltre, nel testo originale dell'epica paleoslava, non sempre il fiume - ove si svolse lo scontro - è menzionato con il nome succitato. Sono attestate anche le varianti "Kajal" e "Kajala". Si deve anche citare il fatto che, nel russo antico, "Kajaly" possiede una certa assonanza con il verbo "piangere": secondo un'altra ipotesi, invece, il Kajala sarebbe da intendere non in senso geografico, ma metaforico, quale "fiume del pianto", dal verbo "kajati" che significa appunto "piangere", "dolersi", "soffrire". In ogni caso, alcuni elementi possono esser d'ausilio per l'identificazione del luogo della battaglia, ovvero il fatto che:
- Il fiume Don non era stato raggiunto dall'esercito d'invasione slavo, quindi il fiume Kajaly deve per forza di cose trovarsi come affluente di destra del fiume Don medesimo.
- Il fiume Kajaly deve avere un regime idrico simil - torrentizio.
- Esso possiede rive scoscese.
- Esso si trova non lontano da un imprecisato lago ove si svolse l'esito finale della battaglia.

Risulta, invece, storicamente identificabile la data della battaglia in quanto si fa espressamente riferimento all'eclissi di sole occorsa nelle prime ore pomeridiane del 1º maggio 1185.
In sostanza, tre appaiono gl'elementi di debolezza che condussero i russi alla sconfitta: la mancata partecipazione unitaria alla campagna bellica da parte di tutti i principati slavi; l'inferiorità quantitativa e qualitativa della cavalleria slava rispetto a quella turca (quest'ultima notoriamente più mobile e dotata di lancieri e - soprattutto - arcieri provetti); la profonda penetrazione russa in territorio nemico dovuta alla facilità con cui i Cumani si ritiravano all'inizio della campagna militare lasciando ai russi che avanzavano ampi territori da saccheggiare, ma - al contempo - facendo loro allungare eccessivamente le linee di rifornimento.
Le conseguenze della disfatta slava fu molto sentita dai principi russi che non parteciparono alla campagna bellica perché costoro cercavano di mantenere una forma di tregua coi Cumani al fine di prevenire saccheggi entro i propri confini. I khan cumani ripresero le scorrerie contro le piazzeforti russe lungo i fiumi Sula e Donec, specialmente Rimov e Perejaslavl' (odierna Perejaslav a sud - est di Kiev) che vennero accerchiate ed i territori limitrofi razziati. Durante le ultime fasi concitate della disfatta i principi russi scapparono ognuno in una direzione diversa. Il granduca Igor', catturato, venne internato nel campo cumano oltre il Volga, dal quale scapperà la notte del 21 giugno per raggiungere l'emporio genovese di Caffa (attuale città di Feodosia in Crimea) da dove poi ritornò nei propri possedimenti.